# 现代战争4：决战时刻
《现代战争4：决战时刻》是一款在iOS、Android、Windows Phone 8、BlackBerry 10、BlackBerry PlayBook上发行的第一人称射击游戏。游戏由Gameloft蒙特利尔工作室制作。这是Gameloft首款由Havok引擎和布娃娃系统打造的手机平台游戏作品。新的Havok引擎的引用使得作品的表现力有了进一步提升。此作有12个单人关卡。同时游戏提供了最多支持12人同时对战的多人模式，最新版本的多人模式提供了11张基于单人模式背景开发的地图，以及10种对战模式。与前作相比，本作增加了一些现代及未来战争元素，扩增了多人模式的地图，更多的武器组装等。
游戏中玩家再次在不同的关卡中扮演三位不同的主角，一位是本作的新主角——乔尔·布莱克，另一位是3代的主角安德森准尉，第三位是在前作中出现的反派——前KPR首领、原美国特种部队成员——爱德华·佩吉。游戏讲述在《现代战争3：堕落的国度》结尾的核灾难爆发后，美国特种兵从爱德华·佩吉手中解救被劫持的美国总统的故事。

## 玩法
游戏的基本玩法相似于同类的第一人称射击游戏，例如使命召唤系列。

### 多人游戏
游戏如前作一样有多人游戏模式，玩家可以选择在线或本地WIFI模式，多人模式配备了比单人模式更多的枪械搭配系统，创新性的“特殊武器”系统允许玩家从枪械库中用虚拟金钱购买及选择武器，以及“军事支援”系统，游戏也提供App内部购买。

## 评价
《现代战争4：决战时刻》获得了比较正面的评价。